# Tony Renis
Tony Renis (ur. jako Elio Cesari 13 maja 1938 w Mediolanie) – włoski wokalista, kompozytor, producent muzyczny i aktor. Zwycięzca Festiwalu Piosenki Włoskiej w San Remo w 1963 roku z piosenką własnej kompozycji „Uno per tutte”, wykonaną w parze z Emiliem Pericolim.

## Życiorys

### Początki
Elio Cesari urodził się jako syn malarza i autora tekstów Orfelia Cesariego, znanego pod pseudonimem Orfelius. Pierwsze kroki na scenie stawiał jako dziecko występując w teatrze parafialnym przy kościele San Lorenzo w Mediolanie. Działalność muzyczną rozpoczął w połowie lat 50., pod pseudonimem Tony Renis; występował początkowo w klubach nocnych Mediolanu, a następnie teatrach muzycznych, w których wspólnie z przyjacielem z czasów dzieciństwa, Adriano Celentano naśladował Jerry’ego Lewisa i Deana Martina. Sam z kolei, przy innej okazji, naśladował Elvisa Presleya. W 1958 roku podpisał pierwszy kontrakt z wytwórnią Combo Record, dla której dokonał pierwszych nagrań singlowych. Zadebiutował w tym samym roku piosenką „Nessuno al mondo”. W następnym roku przeszedł do wytwórni Voce del padrone, w której zadebiutował jako śpiewający kompozytor z piosenką „Tenerezza”, wykonaną kilka lat później z powodzeniem przez Gianniego Morandiego.

### Lata 60.

Tony Renis (po prawej) na Festiwalu w san Remo 1963 w towarzystwie prowadzącego konkurs Mike’a Buongiorno

W 1961 roku zadebiutował na Festiwalu Piosenki Włoskiej w San Remo z napisaną przez ojca piosenką, „Pozzanghere”, która jednak nie przeszła do fazy finałowej.
W 1962 roku ponownie wystąpił na Festiwalu w San Remo, prezentując „Quando quando quando”, własną kompozycję z tekstem Alberto Testy. Melodyjna, łatwo wpadająca w ucho piosenka utrzymana w rytmach południowoamerykańskich, wykonana w parze z Emiliem Pericolim, mimo że nie wygrała konkursu, osiągnęła spektakularny sukces komercyjny wchodząc w marcu na pozycję nr 1. włoskiej listy przebojów. Znalazła się na miejscu 4 najlepiej sprzedawanych singli we Włoszech. W kolejnych latach przyniosła jej autorowi olbrzymią popularność na całym świecie, od Stanów Zjednoczonych po Japonię.
Z „Quando quando quando” Tony Renis wygrał w 1963 roku konkurs Canzonissima; w tym samym roku wygrał Festiwal w San Remo z piosenką „Uno per tutte”. W kolejnym roku znów był obecny na Festiwalu, tym razem z piosenką „I sorrisi di sera”, wykonaną w parze z Frankiem Avalonem. Obok działalności estradowej występował również w filmach (Obiettivo ragazze, Appuntamento in Riviera w reżyserii Maria Mattolego, Io bacio... tu baci, Piera Vivarellego, Quando dico che ti amo, Giorgia Bianchiego i Non mi dire mai goodbye, Franka G. Carrolla). Po nagraniu piosenki „Nessun’altra te” podpisał kontrakt z wytwórnią RCA Italiana. Zaczął pojawiać się w środowiskach towarzyskich Paryża, Londynu, Sankt Moritz i Hollywood. W 1967 roku napisał piosenkę „Quando dico che ti amo”, którą na Festiwalu w San Remo zaprezentowali Annarita Spinaci i zespół Les Surfs. W 1968 roku powrócił na Festiwal w San Remo jako wykonawca z piosenką „Il posto mio”, a w 1970 – z „Canzone blu”.

### Lata 70.
Początek lat 70. to piosenka „Grande grande grande”, podarowana Minie, przyjaciółce z początków kariery artystycznej. Piosenkę tę napisał pierwotnie już w 1966 roku, proponując bezskutecznie jej wykonanie kilku piosenkarkom, między innymi Ornelli Vanoni, Rosannie Fratello, Milvie i Orietcie Berti. Zgodę wyraziła dopiero Mina, umieszczając utwór na swoim najnowszym albumie. Nagrała następnie wersję hiszpańską (pod tym samym tytułem) i anglojęzyczną („Never, never, never”) mając nadzieję na wylansowanie utworu na rynku brytyjskim, co jednak nie doszło do skutku. Piosenka w kwietniu następnego roku doszła do 1. miejsca na włoskiej liście przebojów. Znalazła się na miejscu 4. najlepiej sprzedawanych singli we Włoszech. Na świecie została spopularyzowana przez Céline Dion w duecie z Lucianem Pavarottim i wydana na albumie Let’s Talk About Love pod tytułem „I „Hate You Then I Love You”. Piosenkę włączyli do swego repertuaru również Shirley Bassey, Mireille Mathieu i Julio Iglesias.
Na początku dekady Tony Renis przeniósł się do Stanów Zjednoczonych, gdzie poznał między innymi Franka Sinatrę, Steviego Wondera i Quincy Jonesa. W 1978 roku opublikował pod szyldem Warner Bros. piosenkę „Disco Quando”, swój dawny szlagier „Quando quando quando” w wersji dyskotekowej. Podczas pobytu w Ameryce śpiewał w Las Vegas, skomponował kilka ścieżek dźwiękowych, został również producentem filmowym. Stał się jednym z najbardziej znanych Włochów w Stanach Zjednoczonych. Był producentem piosenek takich wykonawców jak: Lionel Richie, Diana Ross i Julio Iglesias.

### Lata 80.
W latach 80 wylansował na rynku muzycznym Nikkę Costę, enfant prodige sceny muzycznej, córkę Dona Costy.

### lata 90.

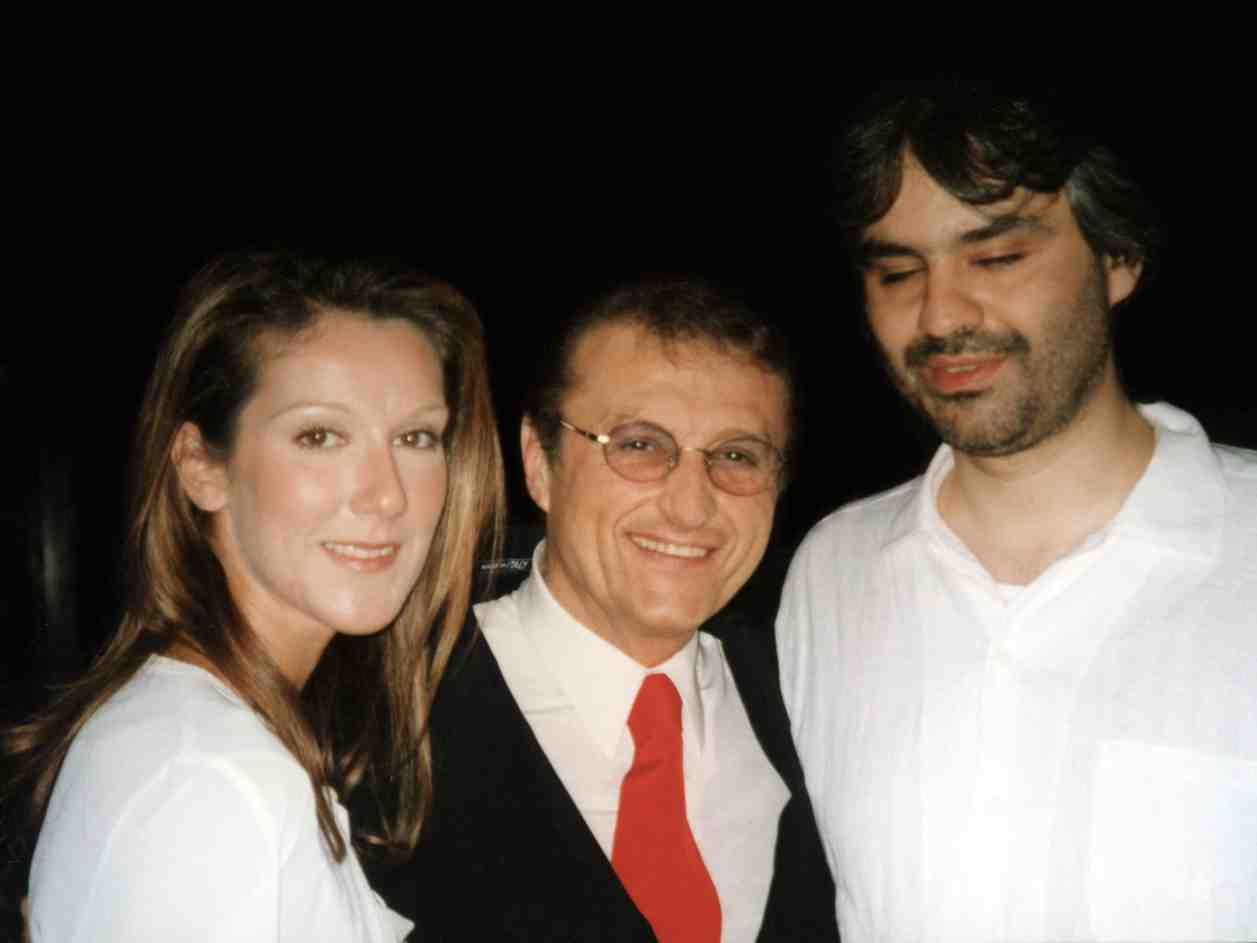
Céline Dion, Tony Renis i Andrea Bocelli

W 1992 roku ożenił się z Elettrą Morini, tancerką z La Scali. W 1999 roku dzięki kreskówce Magiczny miecz – Legenda Camelotu zdobył nominację do Oscara oraz Złoty Glob za najlepszą piosenkę za piosenkę „The Prayer”, wykonaną przez Andreę Bocellego i Céline Dion. W 2000 roku został nagrodzony z okazji 50. edycji Festiwalu w San Remo Nagrodą Specjalną za całokształt twórczości – San Remo 2000, przyznaną mu za zasługi w popularyzacji piosenki włoskiej na świecie.

### XXI wiek
W 2002 roku został mianowany przez Ministerstwo Spraw Zagranicznych Włoch „ambasadorem piosenki włoskiej na świecie” (Ambasciatore della Canzone Italiana nel Mondo). W 2004 roku został powołany na stanowisko dyrektora artystycznego Festiwalu w San Remo. W tym samym roku skomponował piosenkę do filmu Zakochane święta, zatytułowaną „Merry Christmas in love”, która w 2005 roku zdobyła nagrody: Grolla d’Oro, David di Donatello w kategorii:najlepsza piosenka i Premio Saint-Vincent per il Cinema Italiano. Piosenka kandydowała również do nagrody Złotego Globu za najlepszą piosenkę. W 2006 roku zrealizował we współpracy z Humbertem Gaticą i Davidem Fosterem album Amore Andrei Bocellego, na którym wystąpiły między innymi Christina Aguilera i Stevie Wonder. W latach 2010–2013 we współpracy z Humbertem Gaticą wyprodukował trzy albumy pop operowego tria Il Volo.

## Dyskografia
Tony Renis nagrał 4 albumy oraz 69 singli i EP-ek.

### Albumy
- 1963 – No 1 En Italie.. In Italie.. In Italy.. En Italië
- 1964 – Italy’s Top Star
- 1967 – Tony Renis
- 1973 – „Blu Gang” E Vissero Per Sempre Felici E Ammazzati